# Зябкий крестовик
Зябкий крестовик (альсийский крестовик, лат. Araneus alsine) — вид пауков-крестовиков из семейства кругопрядов (Araneidae). Встречается в странах умеренных широт Палеарктического региона. Вид внесён в Красную книгу Ленинградской области. Описан как Aranea alsine в 1802 году Шарлем Валькенером по экземпляру из Парижа.
Небольшие пауки, длина самки — 8—10 мм. Головогрудь и ноги — бурые, брюшко — почти одноцветно белое. В торфяных болотах протягивает свои обширные и крепкие ловчие сети между отдельно стоящими деревьями.